# Chi-Wang Shu
Pour les articles homonymes, voir Shu.
Chi-Wang Shu (chinois : 舒其望, né le 1er janvier 1957) est un mathématicien américain, professeur de mathématiques appliquées à l'Université Theodore B. Stowell à l'Université Brown. Il est connu pour ses recherches dans les domaines de la mécanique des fluides numérique, des solutions numériques des lois de conservation et des équations de type Hamilton-Jacobi. Shu est répertorié comme auteur hautement cité par l'ISI en mathématiques par l'ISI Web of Knowledge.

## Carrière
Il obtient sa licence en mathématiques de l'Université de sciences et technologie de Chine, à Hefei, en 1982 et son doctorat en mathématiques de l'Université de Californie à Los Angeles en 1986. Le directeur de sa thèse de doctorat est Stanley Osher.
Il commence sa carrière universitaire en 1987 en tant que professeur adjoint à la Division de mathématiques appliquées de l'université Brown. Il est professeur agrégé de 1992 à 1996 et devient professeur titulaire en 1996.

## Honneurs et récompenses
Il est le lauréat 2021 de la Conférence von Neumann, la plus haute distinction et conférence phare de la Society for Industrial and Applied Mathematics (SIAM). Le prix récompense ses contributions fondamentales à la solution numérique des équations aux dérivées partielles : « Ses travaux sur les méthodes aux différences finies essentiellement non oscillatoires (ENO), les méthodes ENO pondérées (WENO), les méthodes Galerkin discontinues par éléments finis et les méthodes spectrales ont eu un impact majeur sur le calcul scientifique.
L'Association for Women in Mathematics l'inclut dans la promotion 2020 des AWM Fellows pour « son dévouement et sa contribution exceptionnels au mentorat, au soutien et à l'avancement des femmes dans les sciences mathématiques ; pour son rôle incroyable dans la supervision de nombreuses femmes doctorantes, leur apportant dans le monde de la recherche auquel il a apporté une contribution fondamentale et en favorisant leur réussite professionnelle".
En 2012, il devient membre de l'American Mathematical Society.
En 2009, il est sélectionné comme l'un des 183 premiers Fellows de la Society for Industrial and Applied Mathematics (SIAM).
Il reçoit le prix SIAM / ACM en sciences et ingénierie computationnelles (Prix SIAM/ACM CSE) en 2007 « pour le développement de méthodes numériques qui ont eu un grand impact sur le calcul scientifique, notamment les discrétisations temporelles (en) TVD (en), les schémas de différences finies ENO (en) et WENO (en), les méthodes Galerkin discontinues et les méthodes spectrales (en) ».
Il est lauréat du Prix Feng Kang de calcul scientifique de l'Académie chinoise des sciences, 1995.
En 1992, le NASA Langley Research Center lui décerne le NASA Public Service Group Achievement Award pour ses travaux pionniers en dynamique des fluides computationnelle.